# Međare
Međare su naselje u sastavu Grada Skradina, u Šibensko-kninskoj županiji. Nalaze se između Skradina i Benkovca.

## Povijest
Međare se kao naselje iskazuju od 1948. godine. Mjesto se od 1991. do 1995. godine nalazilo pod srpskom okupacijom, tj. bilo je u sastavu SAO Krajine.

## Stanovništvo
Prema popisu iz 2011. godine naselje je imalo 6 stanovnika.
| broj stanovnika |       |       | 43    | 42    | 35    | 66    | 160   | 79    | 108   | 125   | 123   | 125   | 129   | 108   | 8     | 6     | 5     |
|                 | 1857. | 1869. | 1880. | 1890. | 1900. | 1910. | 1921. | 1931. | 1948. | 1953. | 1961. | 1971. | 1981. | 1991. | 2001. | 2011. | 2021. |